# Xã Coal, Quận Scott, Arkansas
Xã Coal (tiếng Anh: Coal Township) là một xã thuộc quận Scott, tiểu bang Arkansas, Hoa Kỳ. Năm 2010, dân số của xã này là 214 người.